# Marca de Ligúria oriental
La Marca de Gènova  o de  Ligúria oriental  va ser creada el 961 per l'emperador Otó I. En un primer moment la marca va ser anomenada  Obertenga, pel seu primer titular, el comte Obert I. També va ser anomenada  marca Januensis , a partir de la capitalitat de Gènova.
La seva creació va ser part d'una reorganització de la frontera amb França. Aquest territori estava format per la marca d'Ivrea, i fou dividit en tres districtes fronterers: Ligúria occidental o marca de Savona, el mucli central de la qual va ser el marquesat de Montferrat, la Ligúria oriental, integrada pels comtats de Luni, Tortona, Milà i Gènova, i a l'interior la que es va denominar marca de Torí (o marca de Susa o Susa-Tori) (nucli més tard del Ducat de Savoia).
La marca de Ligúria Oriental va recaure inicialment en l'ancestral línia dels Obertenghi, descendents d'Obert I. El títol de marquès es va convertir en comú dins de la família. Adalbert II va ser anomenat marquès de Longobardia. En el seu moment, la marca també va ser anomenada marca de Milà o de Ligúria.
El seu net Obizzo va esdevenir el primer marquès d'Este el 1173, i es va crear el Marquesat de Milà i Gènova el 1184, títol concedit per l'emperador Frederic I Barba-roja. Des de llavors, el nom d'Este va ser el principal sobretot amb l'increment de poder de la ciutat estat de Milà i de la República de Gènova.

## Comtes de la marca
- Obert I, 961-997
- Adalbert I, 997
- Obert II, 997-1013
- Albert Azzo I, 1013-1029
- Albert Azzo II, 1029-1097
- Folc I, 1097-1146
- Obizzo I, 1146-1193